# 唐·普萊特
唐纳德·尼尔·普莱特（Donald Neil Plett，1950年5月14日—）是一名加拿大参议员，2019年至2025年担任加拿大参议院反对党领袖。 他是聯邦保守党全国委员会的创始主席 ，也是担任该职位时间最长的主席。

## 早年生活
1987年至2007年，普莱特担任置地機械 Landmark Mechanical 的所有者和经理，是位於曼尼托巴省置地的一家供暖和通风公司 。该公司由他的父亲阿奇·普莱特于 1957年创立。2007年，他辞去经理职务，他的儿子继续经营家族生意。普莱特的父亲是一位终生保守派人士，在普莱特十五岁时，他就将他带入了政坛，指导并鼓励普莱特。 1965年，普莱特作为青年志愿者参与了联邦竞选活动。
2003年，保守党由加拿大联盟和进步保守党合并而成，普莱特担任保守党临时主席，并在2005年该党的第一次政策大会上正式当选为主席。 2009年，約翰·沃爾什接任了他的职位。

## 参议员生涯
2009年8月27日，加拿大总理史蒂芬·哈珀宣布普莱特是九名新任参议院议员之一。他的任命是感谢执政保守党做出的众多任命之一。普莱特之後被任命为保守党参议院党团的反对党党鞭，并担任参议院法律和宪法事务及农业和林业常设委员会委员。他还是咨询工作组的主席，该工作组的任务是研究和建议修改参议院的行政规则。
普莱特亦担任加中立法协会的联合主席。该协会是一个无党派协会，成立于1998年，旨在讨论加拿大和中国之间的双边和多边问题。 2014年10月1日，《加拿大-中国外国投资促进和保护协定》（FIPA）生效。这一日期由国际贸易部长艾德·法斯特在2014年9月12日的新闻发布会上宣布。
2017年，保守党参议员林恩·贝亚克因支持加拿大印第安人寄宿学校而发表有争议的言论，普莱特曾为其辩护。
2019年，普莱特被保守党参议员选举为参议院反对党领袖，接替拉里·史密斯。
2020年，普莱茨在2020年美国总统选举中支持唐纳德·特朗普和共和党。
2020年12月，尽管政府发出警告，建议人们不要前往墨西哥，但普莱特仍在新冠疫情期间前往墨西哥度假。普莱特重新考虑了自己的决定后，于12月31日返回加拿大。同年早些时候，他与其他参议员共同签署了一项指令，禁止所有眾议员和参议员作为议会间代表团的成员前往加拿大境外。